# 대니얼 위트너
다니엘 위트너(Daniel Whitner, 1952년 1월 17일 ~ 2005년 9월 23일)는 미국의 배우이다.

## 영화
- 목격자 (2002년)
- 패밀리 맨 (2000년)